# Bøffelkobbel
Bøffelkobbel är en liten skog med ett minnesmärke från dansk-tyska kriget. Den ligger på södra Jylland i Danmark i närheten av Stenderup och väster om Sønderborg och var  ett ingenmansland innan slaget vid Dybbøl. 
Vid en strid mellan danska förposter och en preussisk trupp den 22 februari 1864 dödades två danska soldater intill krigsveteranen Jørgen Fink och hans hustrus torp i Bøffelkoppel. De begravde soldaterna på sin tomt och skötte graven till deras död. 
Diktaren Holger Drachmann, som  besökte platsen år 1877 i samband med sin resa i de områden Danmark  förlorade i kriget, beskriver den i sin bok Derovre fra Grænsen.
I maj 1941 sattes en minnestavla över paret upp på huset, som idag är kulturskyddat. Det ägs sedan 1980 av en veteranförening som högtidlighåller händelsen varje år den 22 februari klockan 11.